# توم شيلدز
توم شيلدز (بالإنجليزية: Tom Shields) (مواليد 11 يوليو 1991) هو سبّاح من الولايات المتحدة، مثّل بلاده في الألعاب الأولمبية الصيفية 2016.

## روابط خارجية
توم شيلدز على موقع الاتحاد الدولي للسباحة (الإنجليزية)
- توم شيلدز على موقع SwimRankings.net (الإنجليزية)
- توم شيلدز على موقع اللجنة الأولمبية الدولية (الإنجليزية)
- توم شيلدز على موقع أوليمبيديا (الإنجليزية)
- توم شيلدز على موقع اللجنة الأولمبية والبارالمبية الأمريكية (الإنجليزية)